# Gatunek narażony
Gatunek narażony, gatunek wysokiego ryzyka (ang. vulnerable, akronim: VU) – jedna z kategorii w opublikowanej przez Międzynarodową Unię Ochrony Przyrody (IUCN) klasyfikacji gatunków zagrożonych, przyjmowana powszechnie do stosowania w różnej rangi i różnego zasięgu Listach i Czerwonych Księgach Gatunków Zagrożonych. Kategoria ta obejmuje gatunki, wobec których stwierdzono ryzyko wymarcia w warunkach naturalnych i które spełniają przynajmniej jedno ze ściśle zdefiniowanych kryteriów odnoszących się do zasięgu, liczebności i dynamiki populacji.

## Przyczyny
Gatunki mogą być zagrożone wyginięciem z przyczyn naturalnych lub z powodu działań człowieka. W celu ograniczania wymierania gatunków wiele krajów wprowadziło prawo chroniące zagrożone gatunki, zabraniające polowań i zajmowania ich siedlisk na inne cele. Do podstawowych działań zmierzających do ochrony różnorodności biologicznej należy ewidencjonowanie gatunków zagrożonych. W tym celu tworzone są Czerwone Księgi lub Listy odnoszące się do regionów, państw, kontynentów i całego świata. Stale aktualizowana Czerwona księga gatunków zagrożonych na Ziemi (IUCN Red List) prowadzona jest przez Międzynarodową Unię Ochrony Przyrody (IUCN). 

## Kryteria kwalifikujące

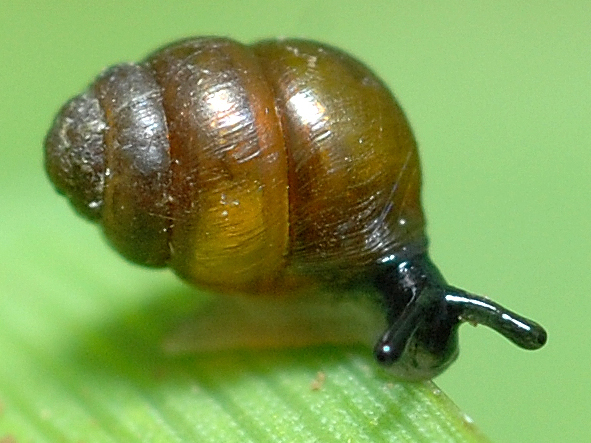
Poczwarówka jajowata jest jednym z gatunków mięczaków, występującym także w Polsce, któremu przypisano status gatunku narażonego na wyginięcie, m.in. z powodu postępującej utraty siedlisk.

Takson jest uznawany za narażony na wyginięcie, gdy można udokumentować, że spełnione jest jedno z podanych niżej kryteriów (oznaczonych od A do E):
A. Redukcja populacji w jednej z następujących form:
1. Stwierdzona, oszacowana, wywnioskowana lub przewidywana redukcja zasobów populacji o 50% lub więcej w ostatnich 10 latach lub trzech pokoleniach (przyjmuje się dłuższy z alternatywnych okresów), w przypadku gdy przyczyny tej redukcji są odwracalne, znane i ustały
2. Stwierdzona, oszacowana, wywnioskowana lub przewidywana redukcja zasobów populacji o 30% lub więcej w ostatnich 10 latach lub trzech pokoleniach (przyjmuje się dłuższy z alternatywnych okresów), w sytuacji, gdy zanik populacji lub jego przyczyny nie ustają lub nie są znane, lub nie są odwracalne,
3. Przewidywana lub prognozowana redukcja o 30% lub więcej w następnych 10 latach lub trzech pokoleniach (maksymalnie do 100 lat) – przyjmuje się dłuższy z alternatywnych okresów,
4. Obserwowana, oszacowana, przewidywana, prognozowana lub podejrzewana redukcja wielkości populacji o 30% lub więcej w okresie 10 lat lub trzech pokoleń – przyjmuje się dłuższy z alternatywnych okresów (maksymalnie do 100 lat w przyszłości). Wliczany czas musi zawierać okresy minione i przyszłe, a sama redukcja lub jej przyczyny mogą nie ustawać lub pozostają nieznane, lub są nieodwracalne.
B. Ograniczenie zasięgu lub areału występowania:
1. Szacowany zasięg geograficzny występowania mniejszy niż 20 000 km² przy jednoczesnym spełnianiu przynajmniej dwóch z trzech poniższych kryteriów:
a. zasięg silnie rozdrobniony lub gatunek znany z nie więcej niż 10 stanowisk
b. stwierdzono lub przewiduje się zmniejszanie się zasięgu lub liczby stanowisk, pogarszanie się jakości siedlisk gatunku lub zmniejszanie zasobów populacji lub liczby okazów dorosłych
c. występują znaczne fluktuacje zasięgu lub liczby stanowisk, lub zasobów populacji, lub liczby okazów dorosłych
lub:
2. Obszar zasiedlony przez gatunek mniejszy niż 2000 km² przy jednoczesnym spełnianiu przynajmniej dwóch z trzech poniższych kryteriów:
a. zasięg silnie rozdrobniony lub gatunek znany z nie więcej niż 10 stanowisk
b. stwierdzono lub przewiduje się zmniejszanie zasięgu i liczby stanowisk, lub zmniejszanie się powierzchni bądź zasięgu siedlisk gatunku, pogarszanie się jakości siedlisk, lub zmniejszanie zasobów populacji lub liczby okazów dorosłych
c. występują znaczne fluktuacje zasięgu, liczby stanowisk, zasobów populacji i liczby okazów dorosłych
lub gdy zachodzą warunki opisane w obu powyższych punktach (B1 i B2 łącznie).
C. Populacja szacowana na mniej niż 10 000 dojrzałych osobników oraz:
1. Szacuje się tempo spadku liczebności co najmniej o 10% w ciągu 10 lat lub trzech pokoleń (maksymalnie do 100 lat) – przyjmuje się dłuższy z alternatywnych okresów,
lub
2. Obserwowany, wywnioskowany lub prognozowany postępujący spadek liczebności dojrzałych osobników i jednocześnie spełnione jedno z dwóch kryteriów:
a. brak subpopulacji liczących ponad 1000 dojrzałych osobników lub wszystkie dojrzałe osobniki tworzą jedną subpopulację;
b. występują bardzo duże fluktuacje liczby dojrzałych osobników.
D. Ogólne zasoby gatunku nie przekraczają 1000 dojrzałych osobników lub populacja zajmuje bardzo ograniczone terytorium (zwykle poniżej 20 km²), lub jego populacje zajmują kilka obszarów (zwykle pięć lub mniej) narażonych na skutki działalności człowieka lub zdarzenia losowe w krótkim czasie, przez co gatunek może stać się krytycznie zagrożony lub nawet wymrzeć w bardzo krótkim czasie.
E. Analizy wykazują prawdopodobieństwo wymarcia gatunku w naturze wynoszące co najmniej 10% w ciągu następnych 100 lat.